# حسين حرفوش
حسين حرفوش (1960- )، شاعر مصري ولد في محافظة البحيرة.

## حياته العملية
تخرج من كلية الآداب والتربية قسم اللغة العربية عام 1988 بتقدير جيد جداً بمرتبة الشرف. عمل ككاتب وشاعر وباحث ومدقق ومصحح لغوي، بالإضافة إلى عمله التربوي كمشرف في مادة اللغة العربية في الهيئة الملكية في الجبيل وينبع ووزارة المعارف السعودية، له كتابات عدة مابين شعر ومقال في القسم الثقافي في صحيفة وطن، صحيفة اليوم السابع، صحيفة الشرق القطرية، صحيفة الراية القطرية، صحيفة الديار اللندنية والقدس العربي اللندنية، وعرب تايمز.
شارك في عدة مهرجانات شعرية مصرية وعربية، ونال خلالها عدة دروع للتميز، في مهرجان الشعر العربي في الإسكندرية نوفمبر 2012 ، ومن مهرجان داريا في سوريا 2010، ومن نقابة المهندسين المصرية 2014، ومن وزارة الثقافة القطرية في 2015 ، ومثل مصر في مهرجان يوم الشعر العالمي في الدوحة 2015.
عضو اتحاد كتاب مصر، وعضو رابطة الأدب الإسلامي العالمية فرع الدوحة. شارك في العديد من الأمسيات الشعرية التي نظمتها وزارة الثقافة القطرية، والتي نظمتها جهات أدبية ومنتديات مصرية. عضو مؤسس لجماعة إيزيس الأدبية في كرمة ابن هانئ في القاهرة مع الشاعر عصام مهران . كما أنه عضو في عدة جمعيات أدبية مصرية. عمل محرراً للصفحة الثقافية لجريدة ثورة اللواء العربي التي كانت تصدر في القاهرة عام 2011. عضو نقابة الصحفيين المصريين المستقلة منذ عام 2011.

## مؤلفاته
- الخائفون (ديوان شعر) - 2010 دار سندباد للنشر والتوزيع.[2]
- الثعلب فات (مجموعة مقالات) - 2011 .
- لأني بلا أنتِ (ديوان شعر) - 2012, تحت الطبع
- لا شيء يشبهك الآن (ديوان شعر) - 2012, تحت الطبع
- مقاطع من زمن الحجاج (ديوان شعر) - 2011 دار روعة للنشر .[3]
- إلى زهرة غاردينيا (ديوان شعر) - 2012 طبعة أولى دار روعة للنشر، وطبعة ثانية دار الجندي للنشر 2013.
- حلم فتى أسمر (ديوان شعر ) دار الجندي للنشر 2015